# Ausbaustrecke Eltersdorf–Ebensfeld
Dieser Artikel beschreibt die 83 Kilometer lange Ausbaustrecke Eltersdorf–Ebensfeld, welche Teil der Hauptverbindung von Nürnberg über Bamberg nach Lichtenfels sowie auch Teil der Schnellfahrstrecke Eltersdorf–Leipzig ist.
Zwischen Nürnberg und Erlangen wird sie für bis zu 160 km/h ertüchtigt, zwischen Erlangen und Ebensfeld für bis zu 230 km/h. Auf etwa 41 Kilometern Länge soll die Strecke mit 230 km/h befahrbar sein, auf etwa 10 km mit 200 km/h und ansonsten mit 160 km/h.
Die Planungen begannen 1991, Baubeginn war im April 1996. 1999 folgte aufgrund der hohen Kosten des auf 7 bis 8 Milliarden D-Mark geschätzten Projekts ein Baustopp durch die damalige rot-grüne Bundesregierung. 2002 wurde der Baustopp aufgehoben. Die Inbetriebnahme der Neubaustrecke erfolgte zum Fahrplanwechsel am 10. Dezember 2017. Zuvor wurden bereits die ersten Teile des Ausbauabschnitts in Betrieb genommen. Mit der Gesamtfertigstellung ist in den 2030er Jahren  zu rechnen. Laut Bahnangaben vom März 2021 war sie etwa zur Hälfte fertiggestellt.

## Situation vor dem Ausbau

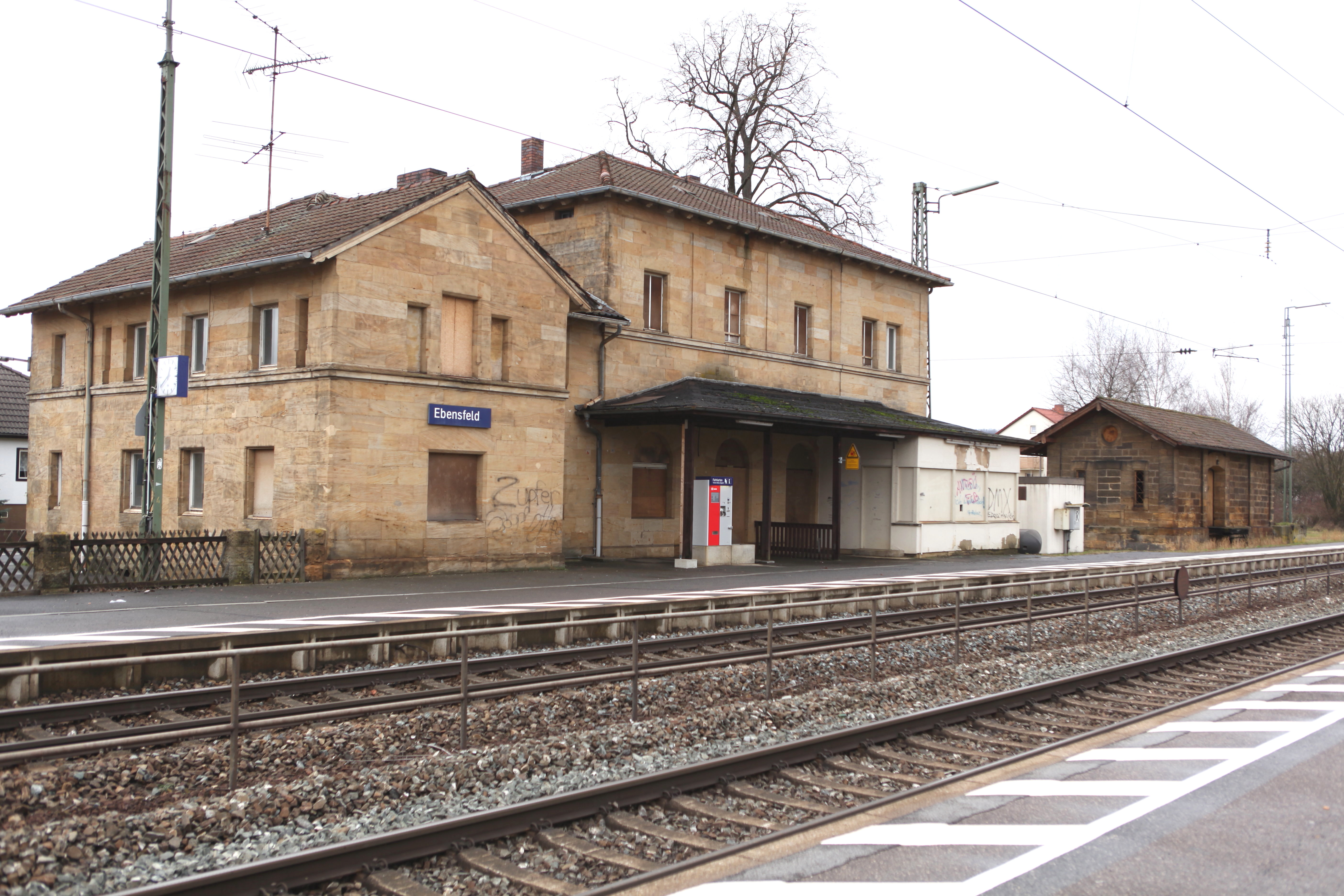
Das im Jahr 1846 in Betrieb genommene und im Jahr 2015 abgerissene, denkmalgeschützte Empfangsgebäude Ebensfeld

Im Streckenabschnitt zwischen Fürth und Bamberg verkehren (Stand: 2015) pro Stunde und Richtung regelmäßig ein Intercity-Express, ein Regional-Express und eine S-Bahn. Zu den Stoßzeiten verkehren stündlich zusätzliche REs, durch die ein Halbstundentakt entsteht. Weiterhin verkehrt stündlich eine S-Bahn bis Forchheim, wodurch zwischen Nürnberg und Forchheim alle Haltepunkte mindestens halbstündlich bedient werden.
Im Streckenabschnitt zwischen Bamberg und Unterleiterbach verkehren pro Stunde und Richtung ein ICE, ein RE des Franken-Thüringen-Express und eine Regionalbahn (RB). Zweistündlich verkehrt der RE nach Hof/Bayreuth, werktags ebenso Verstärker-REs. Zwischen Bamberg und Breitengüßbach nutzt der agilis nach Ebern stündlich die Trasse. Darüber hinaus verkehren über den Tag verteilt etwa 60 bis 70 Güterzüge.
Betriebliche Zwangspunkte bestehen insbesondere im Knoten Fürth. Züge in Richtung Würzburg kreuzen hier das Gleis von Zügen aus Bamberg, Züge von und nach Nürnberg Rangierbahnhof kreuzen die Gleise der Züge von Nürnberg Hbf nach Würzburg (und umgekehrt). Seit der Fertigstellung des viergleisigen Ausbaus des Streckenabschnitts Nürnberg–Fürth hat sich die Situation in Fürth jedoch etwas entspannt.
Zwischen Bamberg und Ebensfeld war bis 2016 an den Bahnhöfen Breitengüßbach und Zapfendorf der Zugang zu den Bahnsteigen niveaugleich, weshalb bei Halt der Regionalbahn das Gleis am Hausbahnsteig zur Sicherung der Fahrgäste gesperrt werden musste.

## Planung und Bau
Das Projekt wurde in den Bundesverkehrswegeplan 1992 aufgenommen. Zwischen Nürnberg und Ebensfeld wurden verschiedene Trassenvarianten geprüft:
- viergleisiger Ausbau der Strecke Nürnberg–Fürth–Bamberg–Lichtenfels
- Neubau einer zweigleisigen Verbindung zwischen Nürnberg und Großgründlach sowie ein viergleisiger Ausbau zwischen Großgründlach und Lichtenfels
- zweigleisiger Neubau links der Regnitz bis Bamberg mit anschließendem viergleisigen Ausbau zwischen Bamberg und Lichtenfels
- zweigleisiger Neubau durch die Fränkische Schweiz vom Raum Erlangen bis Hochstadt-Marktzeuln

Am 30. März 1993 wurde die landesplanerische Abstimmung durch das Bayerische Staatsministerium für Landesentwicklung und Umweltfragen eingeleitet. Im Mitte 1993 abgeschlossenen Raumordnungsverfahren wurde der viergleisige Ausbau zwischen Nürnberg und Ebensfeld als günstigste Lösung festgestellt. Die ersten Planfeststellungsverfahren wurden 1993 eingeleitet. Nach dem Planungsstand von Mitte 1993 sollten die Planfeststellungsunterlagen bis Oktober 1993 vorliegen, die Verfahren anschließend bis Sommer 1994 laufen. Mit dem Baurecht wurde bis spätestens Herbst 1994 gerechnet, die Bauzeit sollte anschließend fünf bis sechs Jahre betragen. Nach einer anderen Quelle wurden alle 13 Planfeststellungsverfahren der Ausbaustrecke 1996 eingeleitet; vier Beschlüsse lagen demnach bis April 1997 vor.
Noch Anfang 1997 war ein Ausbau für 200 km/h vorgesehen. Auch sollten mehrere Überholungsbahnhöfe entstehen.
Die Strecke zwischen Nürnberg und Fürth wird um zwei Gleise erweitert, wobei ein Gleis zukünftig betrieblich der S-Bahn Nürnberg zugeordnet sein wird. Die 7,6 km lange Strecke soll zukünftig mit bis zu 160 km/h befahren werden können. Alle vier Gleise werden in beiden Richtungen befahren und führen direkt in den Hauptbahnhof Nürnberg. Im Bereich der Ausbaustrecke finden neben dem viergleisigen Ausbau Nürnberg–Fürth im Wesentlichen Einzelmaßnahmen, insbesondere die Beseitigung von Bahnübergängen statt (Stand: 2006).
Im Hauptbahnhof Nürnberg müssen Bahnsteige für die S-Bahn angepasst werden. Zwischen dem Rangierbahnhof Nürnberg und Eltersdorf ist der Bau einer 13 km langen Güterzugstrecke mit dem zweigleisigen, ca. 7580 Meter langen Pegnitztunnel zwischen Fürth-Kronach und Nürnberg Großmarkt vorgesehen. Dadurch sollen bisher notwendige Zugkreuzungen im Hauptbahnhof Fürth entfallen.
Nördlich von Fürth sollte die S-Bahn bis Eltersdorf von der bestehenden Trasse abschwenken. Dort treffen Bestandsstrecke, S-Bahn und die neue Strecke zum Güterbahnhof Nürnberg kreuzungsfrei zusammen. Zwischen Fürth Hbf und Eltersdorf war geplant, die Strecke zweigleisig zu belassen und im Bahnhof Vach mit einem dritten Gleis zu versehen. Ab Eltersdorf wird die bestehende Strecke Richtung Erlangen/Bamberg östlich um zwei weitere mit bis zu 230 km/h befahrbare Gleise ergänzt werden. Die Strecke zwischen Großgründlach und Bamberg soll ebenfalls viergleisig ausgebaut werden. S-Bahn Nürnberg und Güterverkehr sollen dabei die beiden mittleren Gleise nutzen. Die geplanten beiden Tunnel der Ausbaustrecke haben zusammen etwa 8 km Gesamtlänge, außerdem sind zwei neue Talbrücken mit insgesamt 400 m Länge vorgesehen.
Die Trassierung im Abschnitt zwischen Nürnberg und Bamberg wird aufgrund ihrer weitgehend gestreckten Lage den Anforderungen des Hochgeschwindigkeitsverkehrs gerecht. Sie verläuft im Regnitztal, insbesondere zwischen Erlangen und Bamberg, fast geradlinig und mit sehr weiten Bogenradien und ist bereits heute weitgehend mit 160 km/h befahrbar. Zwischen Fürth und Erlangen gibt es einige engere Gleisbögen, vor allem zwischen Fürth und Fürth-Unterfarrnbach und nördlich des Bahnhofs Vach (Unterfahrung A 73), die die Streckenhöchstgeschwindigkeit auf 140 km/h beschränken.
1993 wurde mit Planfeststellung und Baubeginn jeweils für 1994 gerechnet, die Fertigstellung sollte 1999 erfolgen. Die Ausbaustrecke ist in dreizehn Planfeststellungsabschnitte eingeteilt; die Planfeststellungsverfahren wurden zwischen 1994 und 1996 eingeleitet. Anfang 1996 lagen zwei Planfeststellungsbeschlüsse vor. Von Anfang Juli 1999 bis 2002 ruhte die Planung auf Anordnung des Bundesverkehrsministeriums. Aufgrund geänderter technischer und gesetzlicher Rahmenbedingungen wurden ab März 2002 Planänderungsverfahren eingeleitet. Im Dezember 2001 schloss der Freistaat Bayern einen Planungsvertrag für die vorgesehene S-Bahn ab.
Im Rahmen von so genannten Vorabmaßnahmen wurden seit 1996 im Bereich der Ausbaustrecke vier Brücken sowie die Bahnstromversorgung erneuert. Zwischen 1998 und 2006 wurden zwei Unterwerke und ein Schaltposten eingerichtet.
Der weitere Ausbau soll nach und nach in Abhängigkeit von Planfeststellung und Finanzierung erfolgen.
Insgesamt 220 km Gleisanlagen mit 250 Weichen und 160 Brücken sollen errichtet oder erneuert werden. An 26 Bahnhöfen und Haltepunkten werden Bahnsteige neu gebaut oder angepasst. 25 Bahnübergänge sollen aufgelassen und weitestgehend durch neue Über- oder Unterführungen ersetzt werden, davon waren bis Juni 2007 elf Bahnübergänge beseitigt worden, für neun Bahnübergänge ist die Planung oder das Planfeststellungsverfahren eingeleitet worden.
Zu den ökologischen Ausgleichsmaßnahmen der Ausbaustrecke zählen Maßnahmen zur Erhöhung der Artenvielfalt im Fürther Rednitzgrund (zwischen Stadeln und Vach) und finanzielle Mittel an die Stadt Erlangen für Maßnahmen der Gewässerentwicklung.
Der viergleisige Ausbau bis Ebensfeld sollte nach dem Planungsstand von 2008 bis 2017 abgeschlossen werden. Der Bund rechnete 2011 aufgrund von Finanzierungsschwierigkeiten damit, das Ausbauprojekt (einschließlich der Güterzugstrecke) nicht vor 2025 abschließen zu können. Mit der Gesamtinbetriebnahme wurde 2017 nicht vor 2028 gerechnet.
Für den Ausbau zwischen Nürnberg und Forchheim sind dabei Gesamtmittel in Höhe von 370 Millionen Euro vorgesehen. Davon entfallen etwa 200 Millionen Euro auf die S-Bahn-Strecke. Das Baurecht besteht für die Änderungen am Hauptbahnhof Nürnberg.

### Planfeststellungsabschnitte

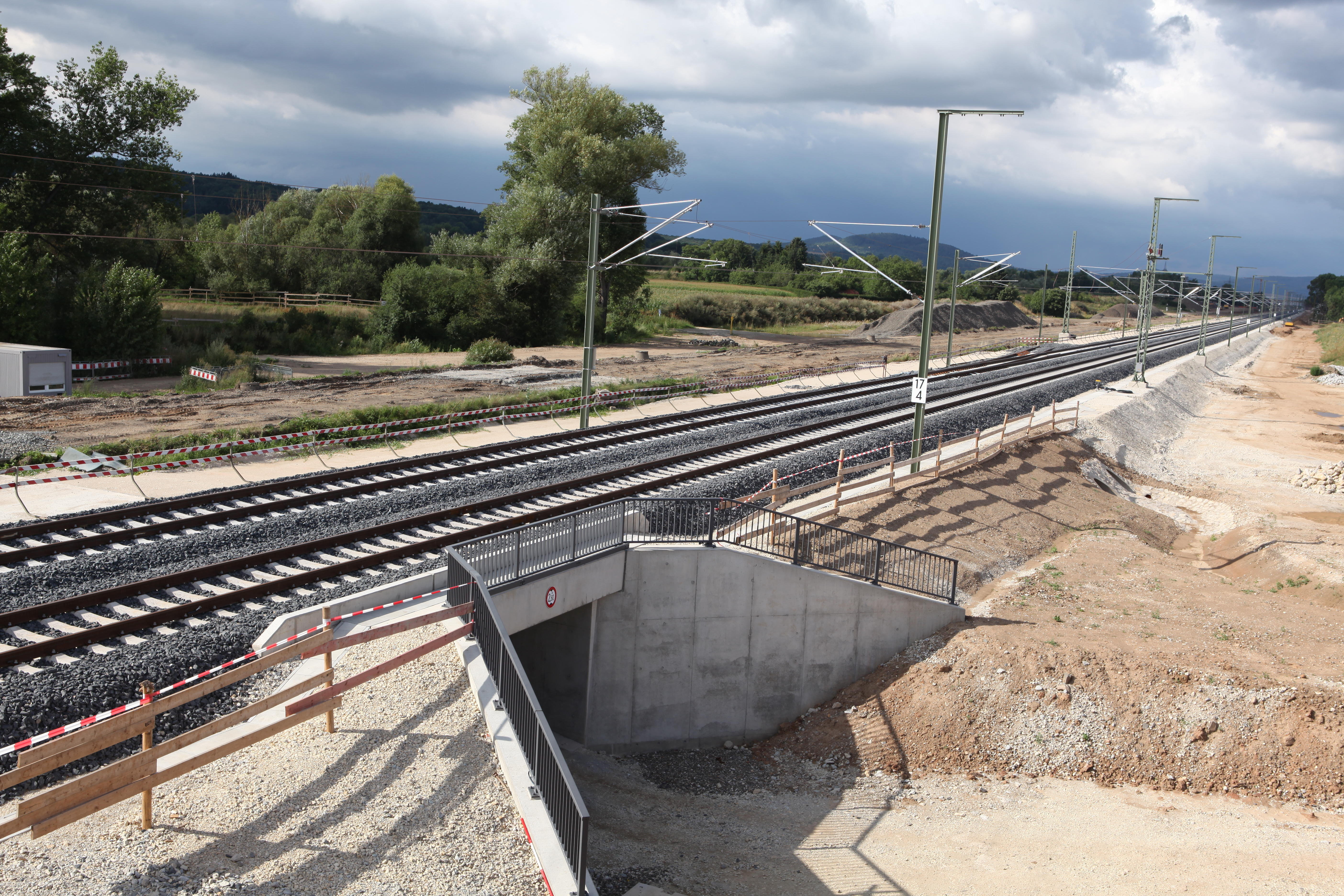
Überholbahnhof Unterleiterbach (Juli 2014)
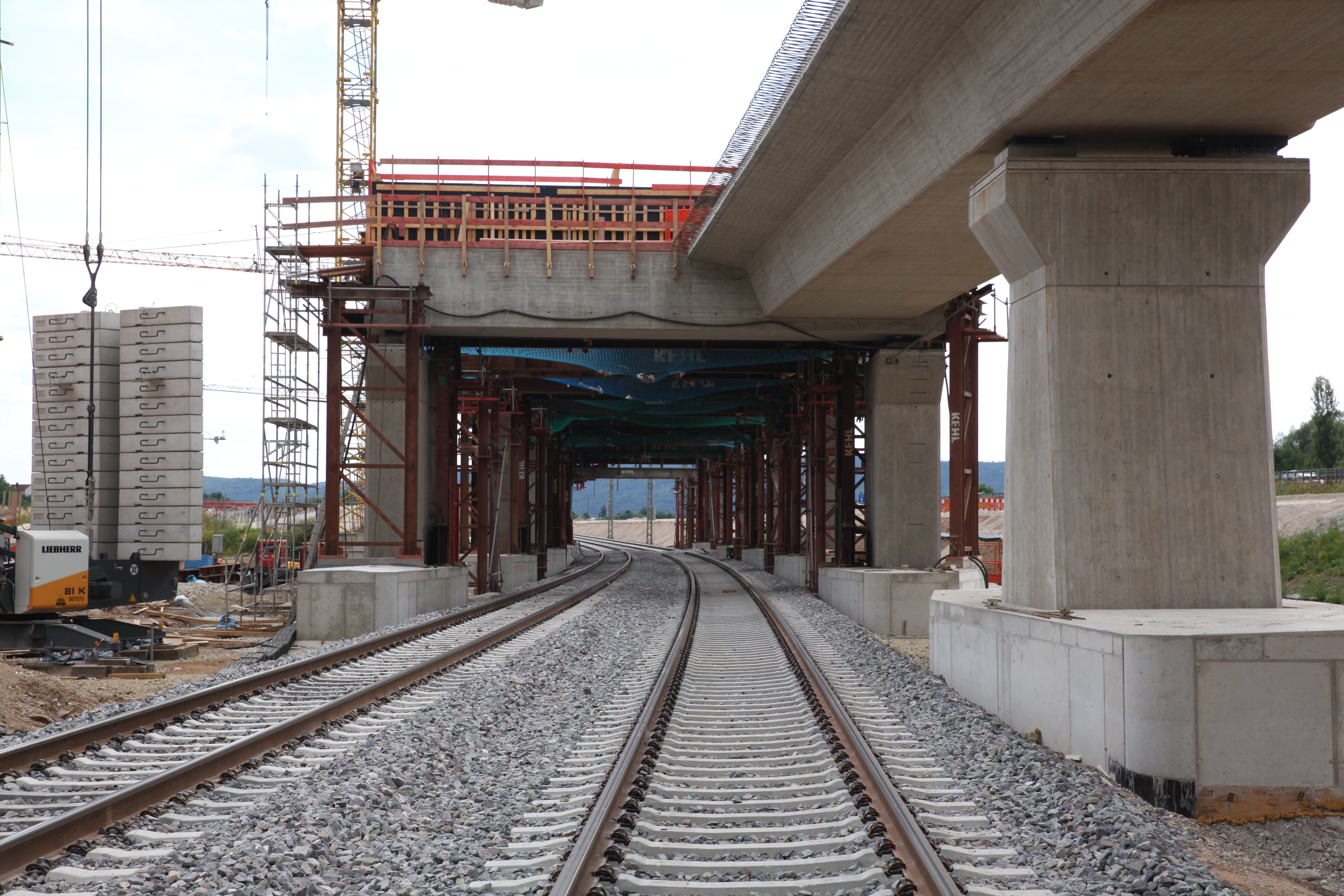
Unteroberndorf, Überwerfungsbauwerk (Juli 2016)
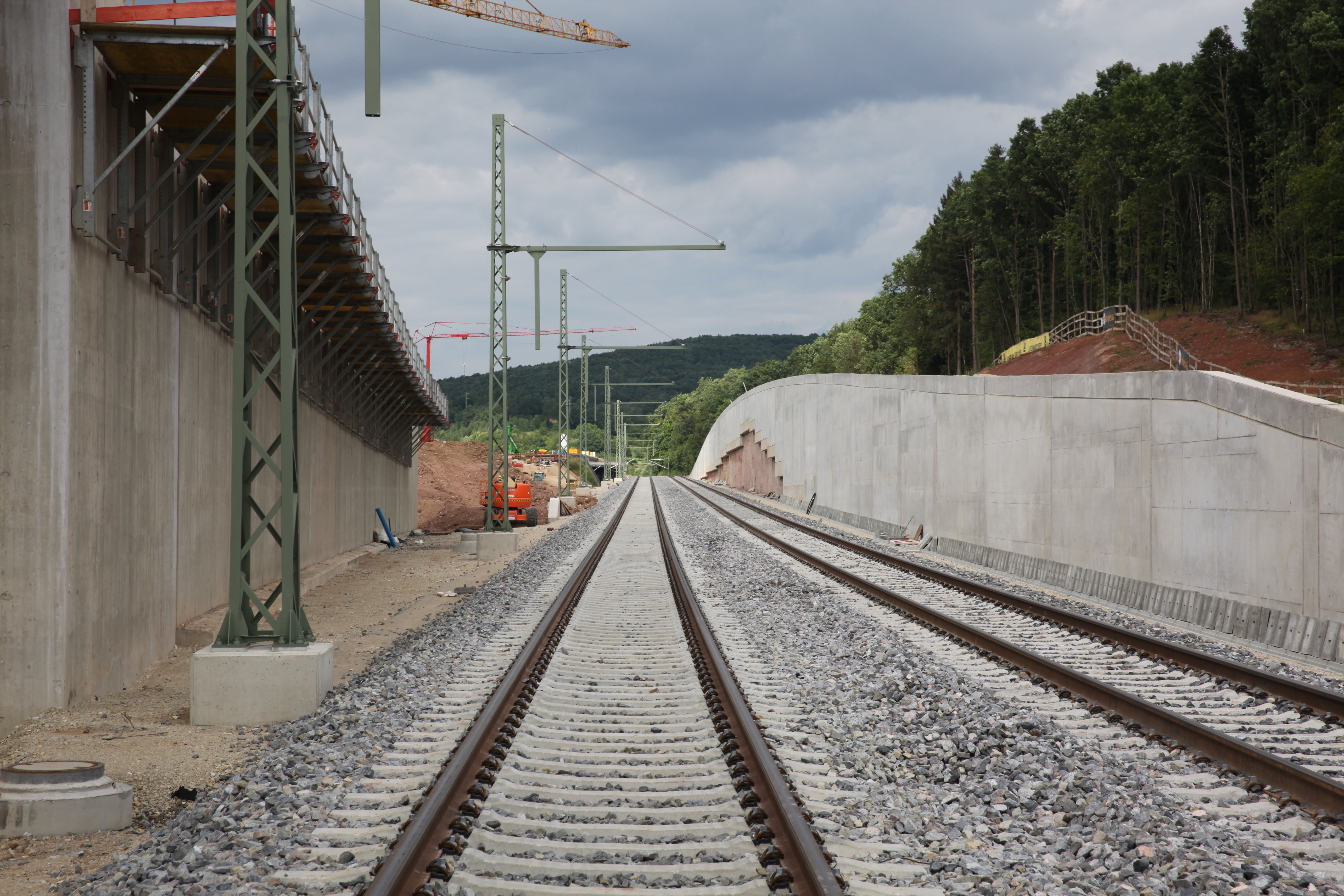
Unteroberndorf, Stützwand (Juli 2016)
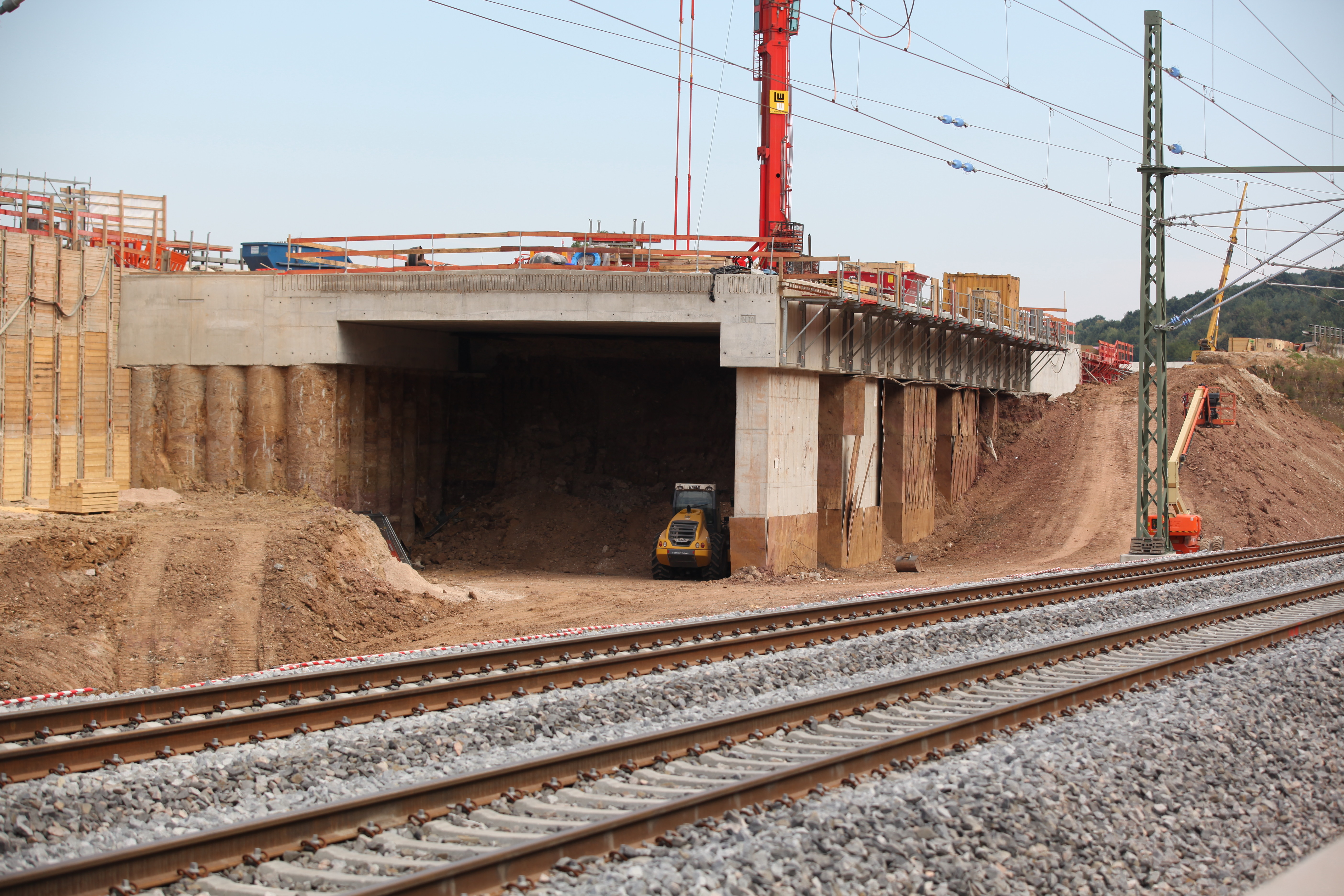
Kreuzungsbauwerk mit A 73 (August 2016)
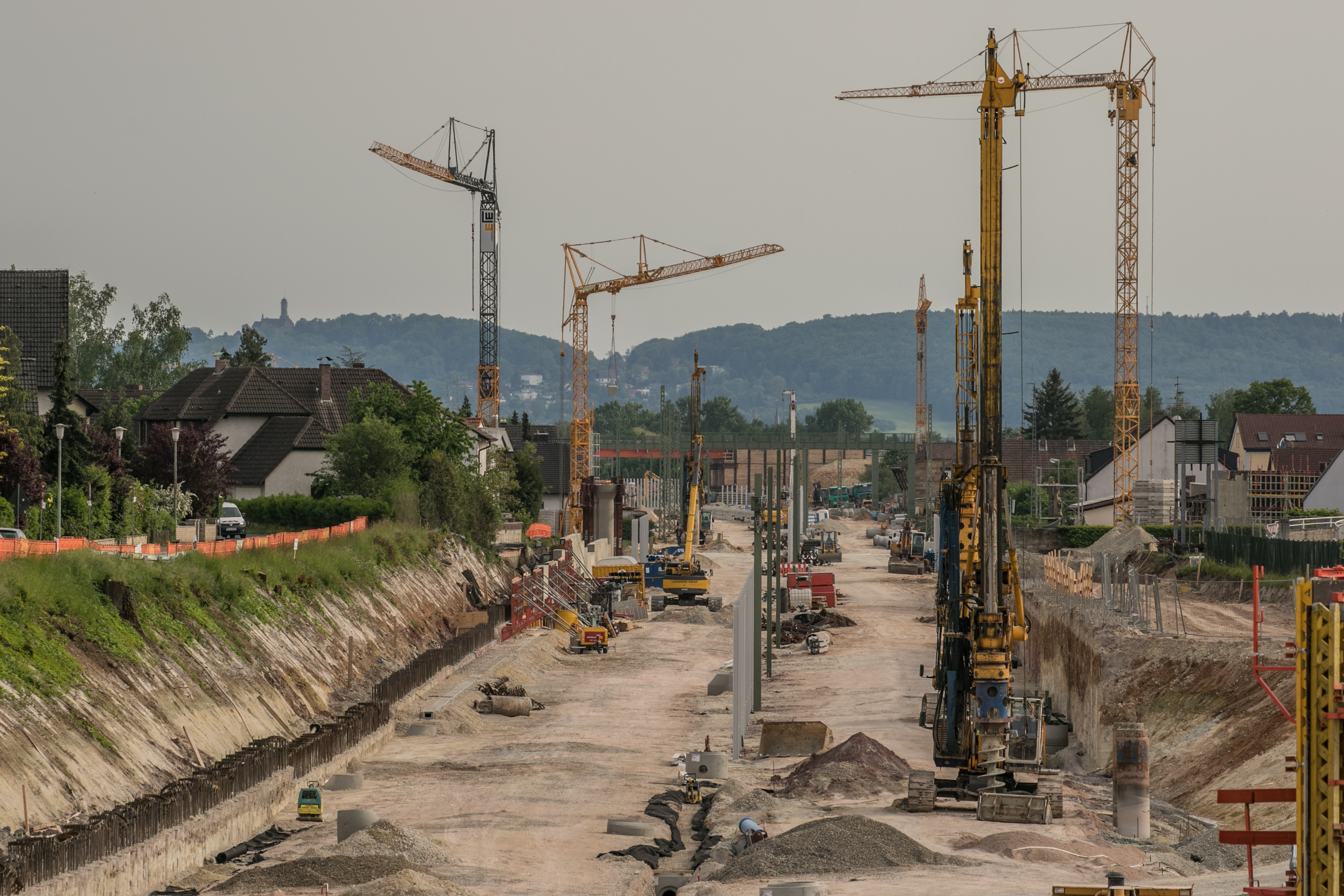
Blick von der Hilfsbrücke in Unteroberndorf nach Norden in Richtung Breitengüßbach (Mai 2016)

Die 95 km lange Ausbaustrecke gliedert sich in folgende Planfeststellungsabschnitte (PFA):
PFA 11 (Nürnberg Hauptbahnhof)
Inbetriebnahme erfolgt.
PFA 13 (Güterzugtunnel (Güterzugstrecke Nürnberg Rbf – Eltersdorf))

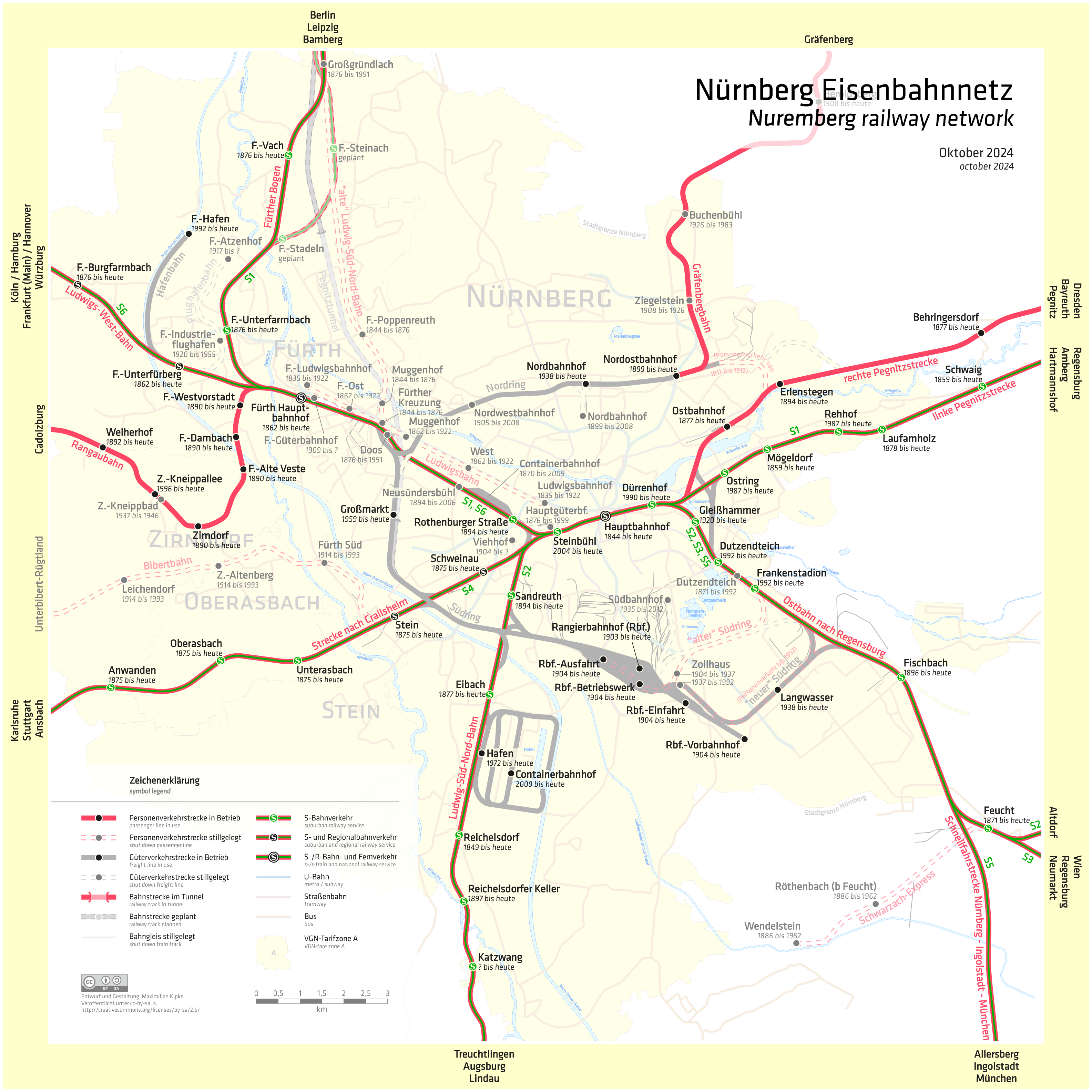
Die Güterzugstrecke und der Abschnitt Nürnberg–Fürth der Ausbaustrecke im Kontext des Bahnknotens Nürnberg

Das Planfeststellungsverfahren wurde bereits 1995 eingeleitet. Die Freigabe der Planungskosten war 2007 erfolgt, die Genehmigung des Vorstands der Deutschen Bahn AG lag vor. Die Erstellung der Entwurfsplanung der Güterzugstrecke einschließlich des etwa 7580 Meter langen Pegnitztunnels wurde am 21. August 2009 europaweit ausgeschrieben. Der Antrag auf Planfeststellung sollte im Jahr 2011 eingereicht werden. Die Fertigstellung war für 2021 geplant. Im November 2018 war der Abschnitt in den vordringlichen Bedarf des Bundesverkehrswegeplans aufgestiegen. Im Januar 2021 wurden neue Pläne für das laufende Planfeststellungsverfahren eingereicht. Seit 2024 ist der Planfeststellungsbeschluss vorhanden.
PFA 14 (Nürnberg–Fürth (viergleisiger Ausbau))
Nach der Planfeststellung begann 2006 der viergleisige Ausbau zwischen Nürnberg und Fürth. Im Dezember 2010 wurde das nördliche Gleis (S-Bahn-Strecke 5972) und im Dezember 2011 das südliche Gleis (Strecke 5907) in Betrieb genommen. Die neu gebauten Gleise liegen beiderseits der (Alt-)Strecke 5900.
PFA 15 (Fürther Bogen)
Im Rahmen des PFA 15 wird von Fürth Hbf bis einschließlich der Regnitzbrücke parallel zur Strecke 5900 Nürnberg–Bamberg eine zusätzliche zweigleisige Strecke gebaut, die von der S-Bahn Nürnberg genutzt werden soll. Der Haltepunkte Fürth-Unterfarrnbach an der Bestandsstrecke wird durch den neuen Haltepunkt Fürth Klinikum auf gleicher Höhe ersetzt.
Der Planfeststellungsbeschluss wurde im August 2007 erlassen. Der Abschnitt befand sich ab 2009 in Bau. Im Jahr 2013 sollte der Abschnitt fertiggestellt sein. Da mit dem Bau des anschließenden S-Bahn-Verschwenks (PFA 16) noch nicht begonnen wurde, konnte der Streckenabschnitt zu diesem Zeitpunkt nicht in Betrieb genommen werden. Stattdessen wurde eine Zwischenlösung realisiert, mit der die neue S-Bahn-Strecke höhengleich an die parallele Bestandsstrecke angebunden wurde. Der Abschnitt bis zu dieser Abzweigstelle wurde Mitte April 2022 eröffnet, um ab Ende 2022 einen 20-Minuten-Takt der dort verkehrenden S-Bahn zu ermöglichen.
PFA 16a (Güterzugstrecke)
Laufendes Planfeststellungsverfahren.
PFA 16b (S-Bahn-Verschwenk Fürth)
Die ursprünglich geplante Inbetriebnahme Ende 2011 konnte aufgrund der noch nicht abgeschlossenen Planfeststellung nicht erreicht werden. Die Planfeststellung erfolgte im Februar 2014, war aber nicht bestandskräftig. Die Stadt Fürth lehnt die S-Bahn-Verschwenkung ab und forderte eine Führung der S-Bahn in Bündelung mit der Bestandsstrecke. Einer Klage gegen den Planfeststellungsbeschluss gab das Bundesverwaltungsgericht 2017 statt.
PFA 17 (Erlangen)
Der Planfeststellungsbeschluss war im November 2009 ergangen.
Die Bauarbeiten am 16 km langen Bauabschnitt, beginnend südlich von Eltersdorf über Erlangen nach Baiersdorf, begannen im November 2011. Der Abschnitt wurde viergleisig ausgebaut, diverse Bahnsteiganlagen und Ingenieurbauwerke wurden neu errichtet. Die Inbetriebnahme des Abschnittes erfolgte am 28. August 2017. Bis Ende 2023 soll die Südanbindung Eltersdorf fertiggestellt werden.
PFA 18 (Baiersdorf – Forchheim) und PFA 19 (Forchheim – Eggolsheim)
Die Planung wurde nach Auslegung (1996) und Erörterungstermin (1997) nicht weitergeführt. Im Jahr 2013 erfolgte die Wiederaufnahme der Planung. Der Planfeststellungsbeschluss für den 14 km langen Abschnitt erging im Januar 2016.
Die neuen Gleise werden dabei größtenteils östlich der bestehenden Anlagen errichtet. Vorgesehen waren 2013 Investitionen von 300 Millionen Euro.
Für den Ausbau des Abschnitts, der zwischen 2011 und 2015 geplant werden sollte, wurden die Kosten des Streckenbaus von 190 Millionen Euro geschätzt.
Der 8 km lange Abschnitt Forchheim Süd (km 31,2 bis 39,7) wurde für 115 Millionen an eine Arbeitsgemeinschaft vergeben.
Die beiden Schnellfahrgleise zwischen Baiersdorf und Forchheim wurden am 30. November 2018 in Betrieb genommen. Der weitere Ausbau bis Eggolsheim begann 2019. Im April 2022 ging ein weiterer Bauzustand in Betrieb. Bis Ende 2023 soll unter anderem der Überholbahnhof Eggolsheim Süd fertiggestellt werden. Im November 2024 wurde der viergleisig ausgebaute Abschnitt zwischen Forchheim und Eggolsheim Süd in Betrieb genommen.

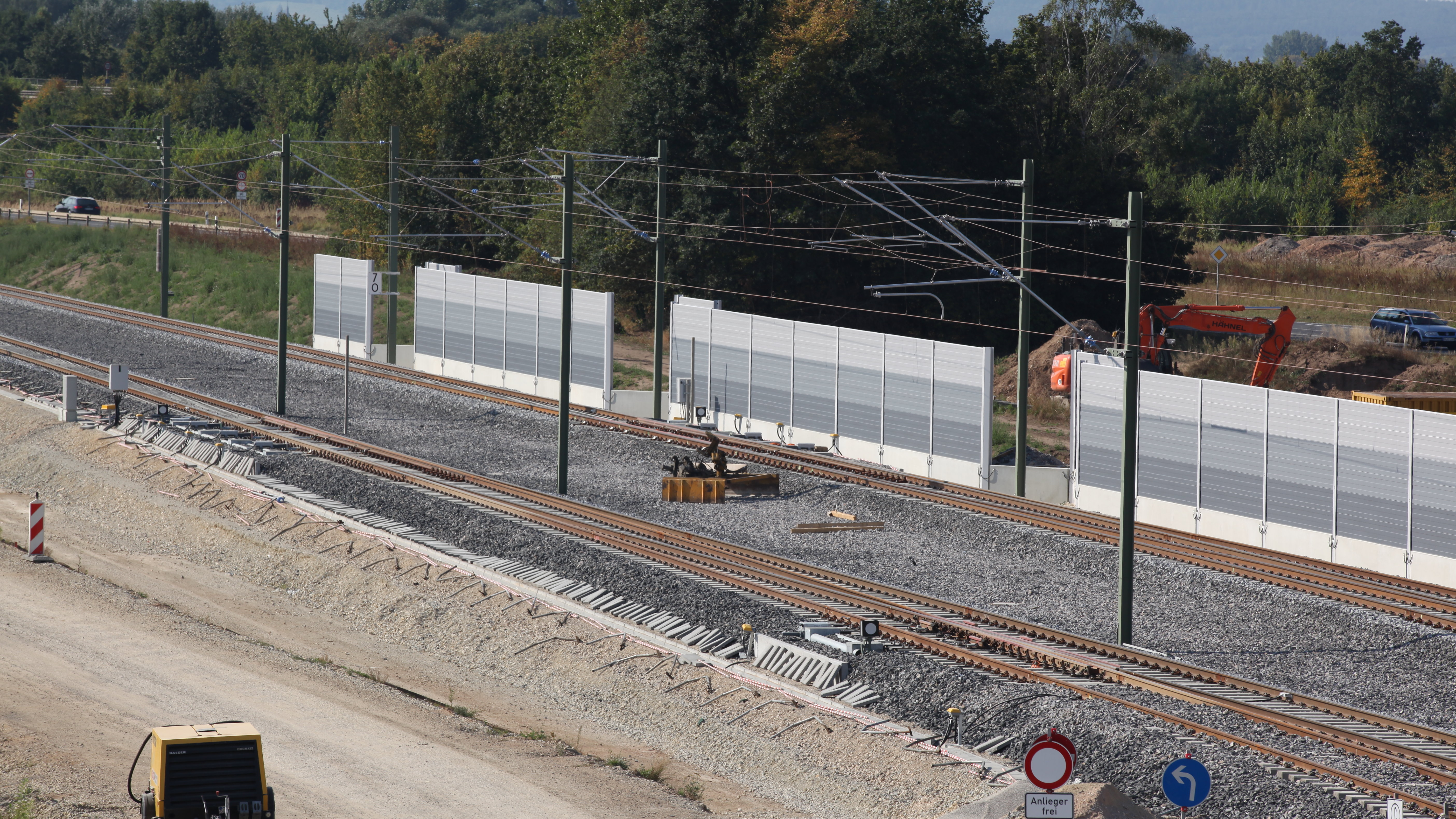
Trennung Bestandstrecke von Neubaustrecke im Südkopf des Bahnhofs Breitengüßbach

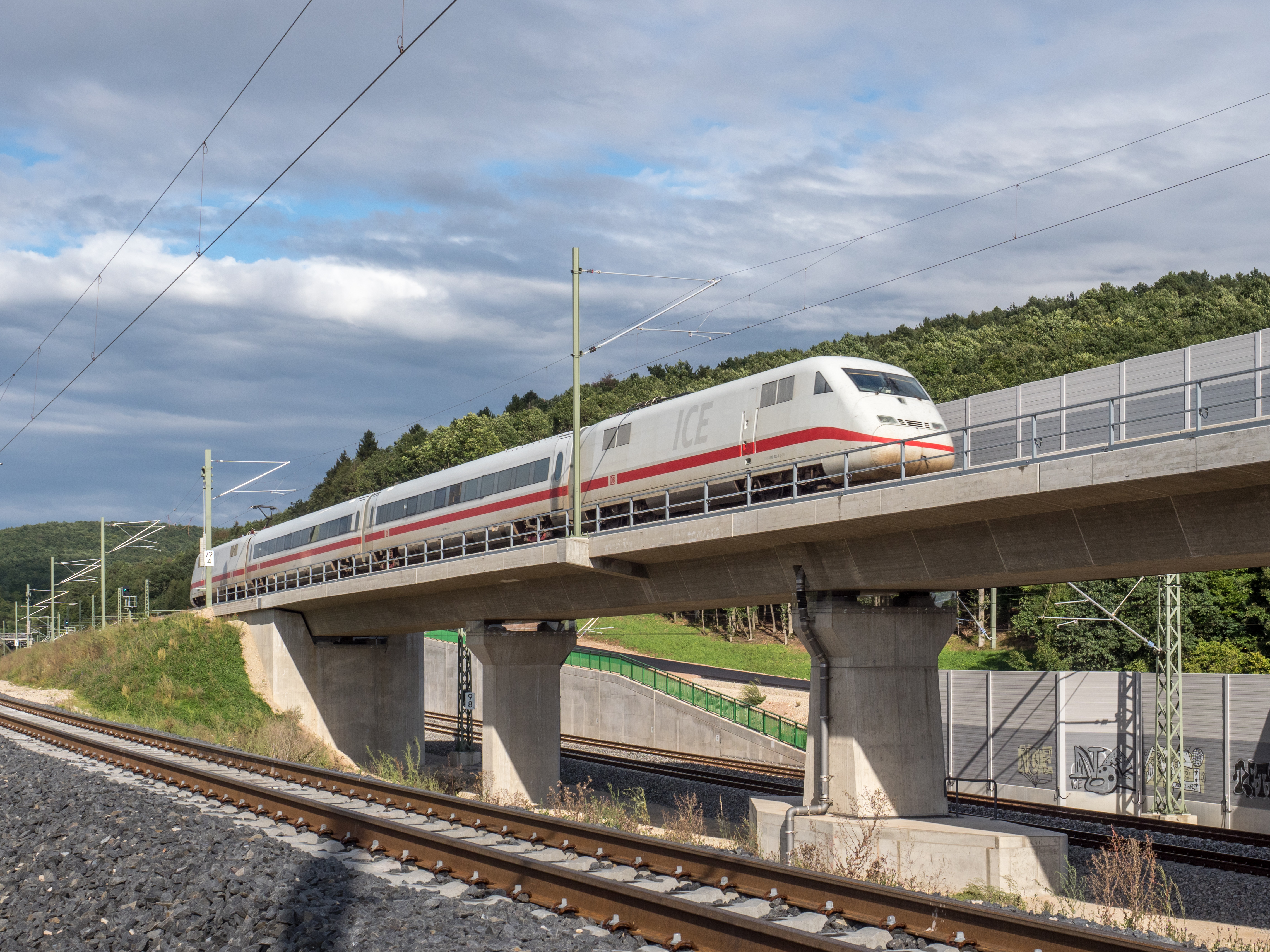
Erprobungsfahrt mit ICE S am 11. September 2017 bei Unteroberndorf

PFA 21 (Hirschaid (Altendorf–Hirschaid–Strullendorf))
Das Planfeststellungsverfahren wurde 1996 eingeleitet, aber in den Folgejahren nicht mehr fortgeführt. 2017 wurde die Planfeststellung für den rund 10 km langen Abschnitt mit dem ersten Planänderungsverfahren weitergeführt. Nach dem Anhörungsverfahren für die zweite Planänderung wurde der Abschnitt im Mai 2021 planfestgestellt. Im Sommer 2021 begannen die Bauarbeiten.
PFA 22 (Bamberg)
Der rund 9 km lange Abschnitt mit dem Knoten Bamberg beginnt in Strullendorf und endet in Hallstadt. Ab 1993 fanden Planungen zum Erlangen des Baurechts statt.
Das Planfeststellungsverfahren wurde 1994 eingeleitet, nach einer Erörterung wurde 1996 eine erste Planänderung eingebracht, 1998 folgte eine zweite. Ein Planfeststellungsbeschluss ist bislang nicht ergangen. Das Verfahren wurde 1998 unterbrochen. Im Jahr 2010 wurden die Planungen zum viergleisigen Ausbau wieder aufgenommen. In Bamberg sorgten die Ausbaupläne für Proteste unter den Bürgern, da die Bahn hier plante, hohe Lärmschutzwände zu bauen. In der Folge wurden die Planungen verworfen. Aus einem Dialog gingen drei neue Varianten hervor: Ein optimierter neuartiger Lärmschutz mit einer tiefergelegten Bestandstrasse an sensiblen Stellen, ein Tunnel für Güterzüge oder eine komplette Umfahrung Bambergs im Osten durch den Hauptsmoorwald, parallel zur A 73.
Der Entwurf des Bundesverkehrswegeplanes 2030 enthielt die Umfahrung entlang der A 73, weil sie den besten Kosten-Nutzen-Faktor aufwies. Der Bamberger Stadtrat lehnte eine Ostumfahrung im April 2016 ab. Es wurde befürchtet, dass der ICE-Systemhalt im Bahnhof Bamberg entfallen könnte. Weitere Varianten waren kurze bzw. lange Tunnel, ein Ausbau des Bestandes und eine Nulllösung. Anfang März 2018 stimmte der Stadtrat für einen ebenerdigen Ausbau der Bestandsstrecke. Ein Haltepunkt Bamberg Süd soll entstehen. Die beiden äußeren Gleise sollen dabei für 230 km/h ausgelegt werden, die beiden inneren für 160 km/h. Die Anbindung der Strecke nach Schweinfurt soll für 100 km/h angelegt werden.
Im Februar und März 2021 erfolgte die öffentliche Auslegung der Planfeststellungsunterlagen (3. Planänderung). Der Abschluss der Baufinanzierungsvereinbarung für die Hauptbaumaßnahme ist für 2022 vorgesehen. Erste bauvorbereitende Maßnahmen sind ab 2021 geplant. Der Baubeginn der Hauptbaumaßnahme ist ab dem Jahr 2023 vorgesehen. Der Abschluss der Hauptbaumaßnahme soll im Jahr 2030 erfolgen. Der Gesamtwertumfang der Maßnahme im Knoten Bamberg beträgt ca. 1 Mrd. Euro.
PFA 23 (Hallstadt) und PFA 24 (Zapfendorf)
Für den Planfeststellungsabschnitt von der nördlichen Stadtgrenze Bambergs bis zum nördlichen Ortsrand des Marktes Zapfendorf wurde im April 1996 das Planfeststellungsverfahren eingeleitet, der Anhörungsbericht im November 1996 vorgelegt und das Verfahren zunächst unterbrochen. Es wurde in den Jahren 2013 bis 2015 mit drei Planänderungsverfahren fortgeführt und mit Beschluss vom 30. Juli 2015 abgeschlossen. Die Bauarbeiten im Bauabschnitt 24 zwischen Breitengüßbach (km 68,9+73) und Zapfendorf (km 77,7+07) begannen im Jahr 2015 und waren Ende 2017 beendet. Der zugehörige Bauauftrag wurde im Oktober 2015 für 145 Millionen Euro an die Leonhardt Weiss & Co. KG vergeben. Dabei wurde die Bestandsstrecke von 11. Januar bis 4. September 2016 voll gesperrt. Das Busersatzkonzept kostete rund 3,5 Millionen Euro.
Die Bauarbeiten am 5 km langen Abschnitt Hallstadt–Breitengüßbach (BA 23) begannen im Frühjahr 2019 und sollten ursprünglich bis 2023 abgeschlossen werden. Der gesamte Abschnitt zwischen Hallstadt und Breitengüßbach konnte durch optimierte Abläufe bereits am 16. April 2022, ein Jahr früher als geplant, in Betrieb genommen werden. Bereits Ende März 2021 war ein neuer Bahnsteig in Hallstadt und die beiden östlichen, neuen Gleise in Betrieb genommen worden.
PFA 25 (Ebensfeld / Zapfendorf–Tunnel Eierberge)
Der Planfeststellungsabschnitt 25 zwischen Zapfendorf (km 77,7+07) und Tunnel Eierberge (km 87,2+69) wurde Ende 2013 für 58.883.020 Euro (netto) vergeben. Unter anderem wurde ein Überholbahnhof in Unterleiterbach mit zwei Überholgleisen errichtet. Die Inbetriebnahme war Ende 2017.
- Überholbahnhof Unterleiterbach (Juli 2014)
- Unteroberndorf, Überwerfungsbauwerk (Juli 2016)
- Unteroberndorf, Stützwand (Juli 2016)
- Kreuzungsbauwerk mit A 73 (August 2016)
- Blick von der Hilfsbrücke in Unteroberndorf nach Norden in Richtung Breitengüßbach (Mai 2016)

### Informationszentrum
In Fürth war zwischen Mitte 2010 und Ende November 2012 in der Nähe des Hauptbahnhofs ein Informationszentrum zur Ausbaustrecke eingerichtet. Am 1. Juni 2012 wurde ein weiterer Informationspunkt in Erlangen eröffnet, um speziell über den viergleisigen Ausbau im 16 km langen Abschnitt Erlangen zu informieren. Seit Dezember 2015 befindet sich der Infopunkt am Forchheimer Bahnhof.
Von Ende 2013 bis Ende August 2017 wurde in Breitengüßbach ein Informationspunkt zum Streckenabschnitt betrieben.

### Unfälle
Am 6. Dezember 2011 wurde im Baustellenabschnitt zwischen Nürnberg und Fürth in Höhe der Sigmundstraße ein Streckenposten von einem Zug erfasst und tödlich verletzt.